# Centre d'atenció primària

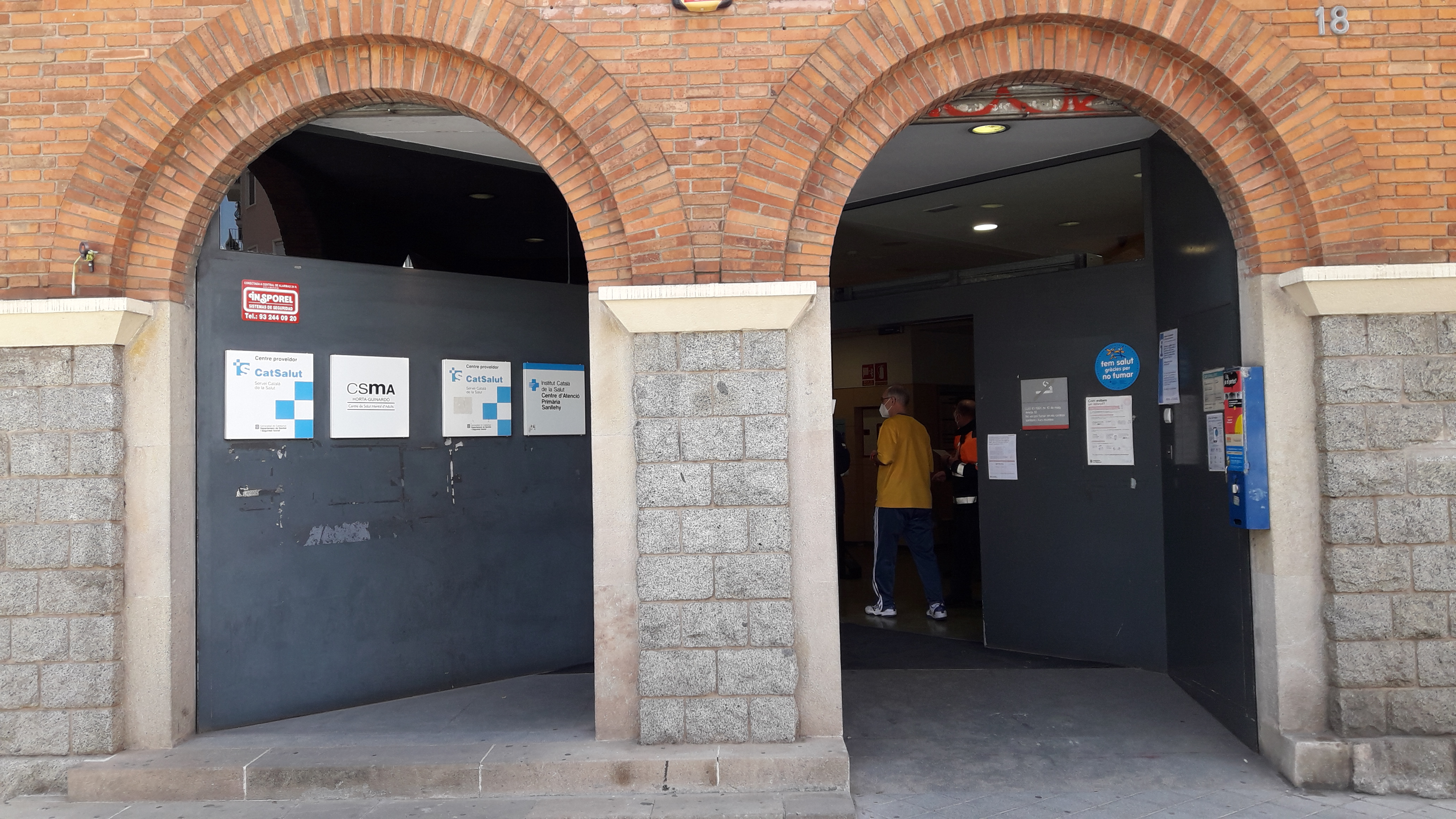
Centre d'Atenció Primària

Centre d'atenció primària (CAP) o centre de salut (CS) és l'edifici o lloc on la població és atesa en un primer nivell assistencial. El personal i l'activitat que s'hi fa, pot variar d'un país a un altre i d'un centre a altre.
A Espanya, als CAP, el nucli bàsic de serveis està format per les especialitats de medicina familiar i comunitària, pediatria, infermeria i personal administratiu de suport. Malgrat tot, cada vegada és més freqüent trobar als CAP altres professionals com són el treballador social, llevadora, odontologia, psicologia, psiquiatria, reumatologia, etc.) que contribueixen a l'increment de la qualitat de l'atenció prestada i a l'accessibilitat de la població als serveis sociosanitaris.
Normalment, als CAP, existeix un servei de recepció del ciutadans que hi van o truquen per telèfon. Aquest servei dona satisfacció directa a demandes concretes com poden ser el lliurament i recollida de documentació, informació presencial o telefònica, o bé programa visites pels professionals i proves diagnòstiques que habitualment es fan al CAP (espirometria, electrocardiograma, radiografies etc.).
Habitualment en el CAP hi ha:
- Consultes o despatxos, pels diferents professionals o serveis oferts.
- Zones, ocasionalment diferenciades, per a extracció i recollida de mostres (sang, orina i altres) per analitzar.
- Àrea d'atenció continuada (urgències), amb equipaments adients: carro de cures, electrocardiògraf, material per a oxigenoteràpia, desfibril·lador, medicació d'urgències, etc..